# Microregiunea Érd
Microregiunea Érd (în maghiară Érdi kistérség) a fost o microregiune statistică (kistérség) din județul Pest, Ungaria.
Cu o populație de 102.947 locuitori și o suprafață de 117,95 km2, aceasta a existat până în 2014, când în Ungaria, microregiunile ”kistérségek” au fost înlocuite de districte (járások).